# Verfassungsreferendum in Haiti 1928

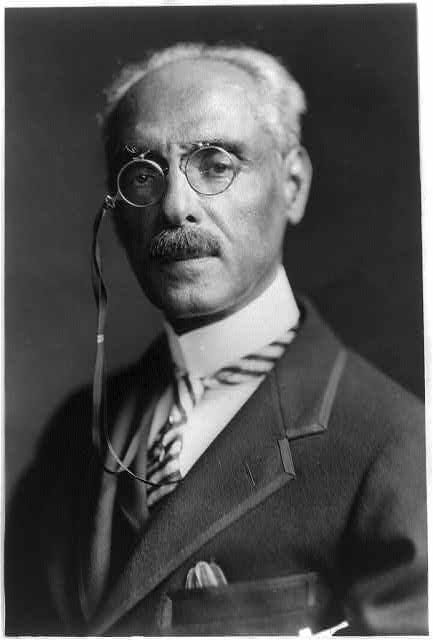
Präsident Louis Bornó

Das Verfassungsreferendum in Haiti 1928 fand am 10. und 11. Januar 1928 statt. Die Einwohner Haitis waren aufgerufen, Änderungen der Verfassung Haitis von 1918 zu billigen.

## Hintergrund

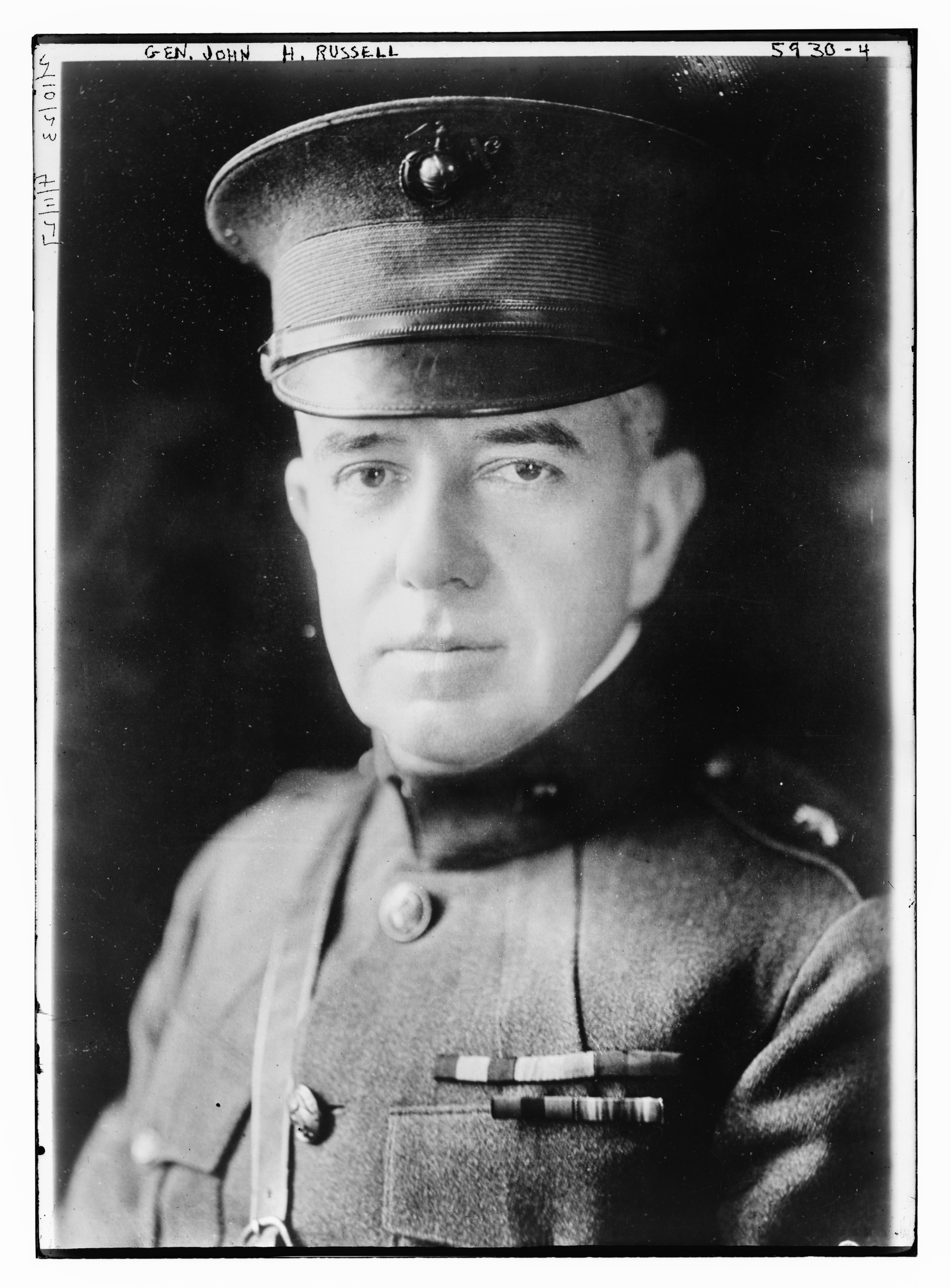
John H. Russell Jr., amerikanischer Hochkommissar

Während der Besetzung Haitis durch die Vereinigten Staaten von 1915 bis 1934 war Louis Bornó im Jahr 1922 zum Präsidenten des Landes gewählt worden. Er amtierte bis in das Jahr 1939. Ihm war von der Besatzungsmacht General John H. Russell Jr. als amerikanischer Hochkommissar an die Seite gestellt worden. Die Politik war in allen Bereichen auf die Wünsche und Vorstellungen der Vereinigten Staaten ausgerichtet.
Die im Jahr 1918 bereits unter amerikanischer Besatzung verabschiedete Verfassung sollte geänderten Bedürfnissen angepasst werden. Hierzu wurden dreizehn Punkte jeweils einzeln zur Abstimmung gestellt.
Es ging um folgende Regelungen:
1. Die zentrale Verwaltung der Lokalbehörden,[2]
2. die Einschränkung der Pressefreiheit,[3]
3. die Abschaffung von Schwurgerichten für die Verhandlung politischer Verbrechen,[4]
4. die Festlegung der Amtszeit der Senatoren auf vier Jahre,[5]
5. die Verteilung der Sitze im Senat,[6]
6. die Festlegung der Amtszeit des Präsidenten auf sechs Jahre,[7]
7. das Verfahren für die Nachfolge bei Ausfall des Präsidenten,[8]
8. die Einführung des Amts der Unterstaatssekretäre,[9]
9. die Ernennung sämtlicher Richter durch den Präsidenten,[10]
10. die Aufhebung des Besteuerungsrechts der Gemeinden,[11]
11. die Unterstellung der Polizei unter die Zentralregierung,[12]
12. die Ermöglichung des Austausches aller Richter innerhalb eines Jahres durch die Regierung und[13]
13. die Streichung der Organisationform von Gerichten, Lokalverwaltung und Polizei.[14]

## Ergebnis
In allen dreizehn Einzelabstimmungen wurden die Verfassungsänderungen mit rund 178.000 „Ja“-Stimmen, was 98 Prozent Zustimmung bedeutete, bei nur 3.000 bis 5.000 Gegenstimmen angenommen.